# Lucanus dohertyi
Lucanus dohertyi es una especie de coleóptero de la familia Lucanidae.

## Distribución geográfica
Habita en Khasi y Assam en la (India).